# Matjaž Smodiš
Matjaž Smodiš, slovenski košarkar, * 13. december 1979, Trbovlje.
Smodiš je igral na položaju krilnega centra. Že dokaj zgodaj je odšel v tujino, in sicer najprej v Virtus Bologna, od leta 2005 do 2011 pa igral za ruskega CSKA-ja. Kariero je začel in zaključil pri KK Krka. Bil je tudi standardni pripadnik slovenske reprezentance in njen kapetan. 

## Košarkarska kariera

### Začetki
Pri starosti desetih let ga je za košarko navdušil njegov profesor športne vzgoje na šoli Slavko Seničar, ki ga je opazil in povabil v košarkarsko ekipo. 

### Krka, 1993 - 2000
Svojo igralsko pot ravni je začel v novomeški Krki leta 1993. Že pri starosti petnajstih let je debitiral za njeno člansko ekipo. Bil je eden od tvorcev uspešne novomeške zgodbe pod trenerjem Sunaro, ki se je najprej morala prebiti v prvo slovensko ligo, da bi lahko postala državni prvak v sezoni (1999/2000).  

### Virtus, 2000 - 04
Po izjemni slovenski sezoni je sledil odhod v tujino. Leta 2000 se je preselil v italijanski Virtus Bologna iz Bologne. Takrat je bil to klub poln košarkarskih velemojstrov, kot so Emanuel Ginobili, Marko Jarič, Antoine Rigaudeau in David Andersen z vrhunskim trenerjem na čelu; Ettorejem Messino. In prav s slednjim je bila Smodiševa športna kariera zelo povezana.
Pri Kinderju so bile lovorike sestavni del igre, z njim je osvojil naslov italijanskega državnega (2001/02) ter evropskega prvaka (2001/02). Dvakrat pa še italijanski pokal, v sezonah (2000/01) in (2001/02). 

### Fortitudo
Po Virtusu je igral še za drugi bolonjski klub Fortitudo s katermi je še drugič postal državni prvak (2003/04). 

### CSKA Moskva, 2005 - 2011
Uspešno je igral pri CSKA Moskvi, s katerim je dvakrat osvojil Evroligo (2005/06, 2007/08), v sezoni 2006/07 pa igral v finalu. V sezoni 2006/07 je bil uvrščen v drugo najboljšo peterko Evrolige. V sezoni 2007/08 je bil izbran za najboljšega strelca celotne Evrolige. Za tretji naslov s CSKA-jem, skupno pa že četrtim v karieri, se je boril tudi v sezoni 2008/09, kjer je skupaj z Erazmom Lorbkom in preostalimi soigralci v CSKA osvojil drugo mesto, potem, ko je v finalu tesno izgubil.

### Konec igralne kariere
Tako kot je Matjaž začel igranje košarke tako ga je tudi zaključil; doma v Novem mestu pri Krki, in sicer v sezoni 2012-13. Žal pa zaradi poškodbe hrbta, ki se mu je vlekla že nekaj zadnjih let, pri novomeščanih ni igral veliko.

## Reprezentanca
Smodiš je tudi reprezentant slovenske košarkarske reprezentance, od leta 2009 tudi kapetan, ko se je Rašo Nesterovič poslovil od reprezentančne kariere. Igral je na Evropskih prvenstvih leta 1999,2001, 2007 in 2009. Na prvenstvu 2007, v Španiji je pomembno prispeval k ponovno zelo dobri uvrstitvi slovenske reprezentance, ki je osvojila končno sedmo mesto. V reprezentanco, ga je takratni selektor Jure Zdovc uvrstil tudi na EP na Poljskem, kjer pa ni nastopal prav veliko, saj je imel velike težave s hrbtom. 
Je trenutno enajsti najboljši strelec za slovensko reprezentanco, v zgodovini slovenske košarke, saj je zanjo zadel kar 365 točk(izračunano pred EP 2009). Uradnih tekem za Slovenijo je odigral 31.

### Statistika tekem v Evroligi
| Sezona  | Moštvo           | Tekem | Točk | TNT  | OM 1 | OM 2 | OM 3 | Skok | Kraje | Podaj | Blok |
| ------- | ---------------- | ----- | ---- | ---- | ---- | ---- | ---- | ---- | ----- | ----- | ---- |
| 2000-01 | Kinder Bologna   | 21    | 157  | 7,5  | 76,9 | 63,1 | 32,6 | 46   | 13    | 8     | 5    |
| 2001-02 | Kinder Bologna   | 22    | 255  | 11,6 | 89,8 | 67,3 | 41,7 | 111  | 17    | 10    | 13   |
| 2002-03 | Virtus Bologna   | 11    | 108  | 9,8  | 70,6 | 49   | 37,5 | 40   | 10    | 8     | 10   |
| 2003-04 | Skipper Bologna  | 21    | 236  | 11,2 | 86   | 61,9 | 40,4 | 98   | 30    | 15    | 11   |
| 2004-05 | Climamio Bologna | 14    | 147  | 10,5 | 81,1 | 64,3 | 44,1 | 57   | 21    | 11    | 7    |
| 2005-06 | CSKA Moskva      | 21    | 251  | 12   | 71,7 | 53,3 | 38,1 | 115  | 25    | 15    | 10   |
| 2006-07 | CSKA             | 22    | 284  | 12,9 | 71,3 | 55,6 | 42   | 84   | 16    | 29    | 2    |
| 2007-08 | CSKA             | 11    | 157  | 14,3 | 80,4 | 57,6 | 47,1 | 58   | 4     | 12    | 2    |
| 2008-09 | CSKA             | 15    | 155  | 10,3 | 81,6 | 37,6 | 38,6 | 48   | 8     | 21    | 1    |

Legenda: Tekem - Odigranih tekem, Točk - število vseh doseženih točk v cele sezoni, TNT - Točk na tekmo, OM - Odstotek meta za 1, 2 in 3 točke v odstotkih, Skok - Število vseh skokov, Kraje - Število vseh ukradenih žog,  Podaj - Število vseh podaj, Blok - Število vseh blokad